# Kosa Dvuch Pilotov
La Kosa Dvuh Pilotov, (in russo Коса Двух Пилотов?; in italiano "kosa dei due piloti"; in lingua ciukcia Тэнкергынпильгын, Tėnkergynpil'gyn), è un'isola della Russia nel mare dei Čukči. Amministrativamente si trova nell'Iul'tinskij rajon del Circondario autonomo della Čukotka.

## Geografia
La kosa Dvuh Pilotov è in realtà un cordone litorale (in russo kosa); misura 52,5 km di lunghezza, ha una larghezza di solo 1 chilometro e l'altezza massima di 11 m. Si trova a sud-est di capo Schmidt e della foce dell'Ėkiatap, lungo la costa settentrionale della penisola dei Čukči, tra il mare dei Čukči e le lagune di Tynkurgin-Pil'hin (Тынкургин-Пильхин), Tėnkėrgykynmangky (Тэнкэргыкынмангкы) e Amguėma (Амгуэма), dove sfocia l'omonimo fiume. In quest'ultima laguna, c'è una piccola isola di forma arrotondata: l'isola Lena (остров Лена, 68°14′20″N 177°25′43″W).
Nella parte sud-orientale c'è un piccolo villaggio chiamato Dal'stroja  (Дальстроя).

## Storia
Il nome moderno dell'isola è apparso nel 1933 in onore dei due piloti polari americani, periti con l'aereo Hamilton in volo dall'Alaska per portare soccorso alla scuna Nanuk di Olaf Swenson intrappolata nel ghiaccio, nell'autunno del 1929. I suddetti piloti erano Carl Ben Eielson e il suo meccanico Frank Borland. Il relitto del velivolo fu ritrovato da Mavrikij T. Slepnëv, i corpi dei piloti vennero rinvenuti nel febbraio del 1930 dal piroscafo Stavropol'.